# Региги, Юсеф
 Юсеф Региги (фр. Youcef Reguigui, род. 9 января 1990, Алжир) — алжирский профессиональный шоссейный велогонщик, выступающий за команду Sovac–Natura4Ever.
Он начал свою профессиональную карьеру в африканской континентальной команде Groupement Sportif Pétrolier Algérie в 2011 году. Первую свою крупную профессиональную победу он одержал на Туре Азербайджана в 2012 году, став первым победителем синей майки в истории этого дебютного тура. Спустя два года уже в составе южноафриканской команды MTN-Qhubeka (ныне Qhubeka Assos) выиграл этап Тура Азербайджана 2014. В следующем году он выиграл 7-й этап Тур Лангкави, одержав победу на горе Фрэйзер Хилл.

## Победы
2012
- Тур Азербайджана
- Чемпионат Алжира до 23 в групповой гонке

2013
- Чемпионат Арабских стран в групповой гонке

2014
- Тур Азербайджана
  - 3 этап

2015
- Тур Лангкави
  - 7 этап